# Iontová vazba

Vznik iontové vazby mezi atomy sodíku a fluoru.

Iontová vazba (heteropolární vazba nebo elektrovalentní vazba) je forma chemické vazby, která vzniká mezi atomy majícími rozdíl elektronegativit vyšší než je 1,7. V takovém případě atom s vyšší elektronegativitou přitáhne od druhého atomu elektron (více elektronů), který potřebuje k dosažení stabilní elektronové konfigurace a stane se záporným iontem (aniontem). Atom s nižší elektronegativitou se po ztrátě elektronu (více elektronů) stane kladným iontem (kationtem). Atomy jsou pak k sobě vázány především díky elektrostatické přitažlivé síle, která působí mezi částicemi s opačným nábojem.

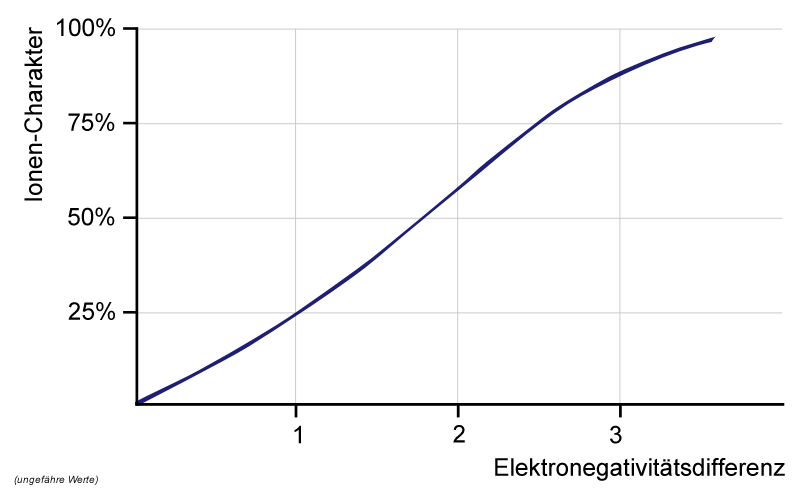
Vznik iontových vazeb (v procentech) v závislosti na rozdílu elektronegativity mezi atomy.

Sloučeniny s iontovou vazbou se nazývají iontové sloučeniny a jejich hlavními představiteli jsou soli. Vznikají především mezi kovy nacházejícími se v 1. a 2. skupině periodické tabulky a nekovy v 6. a 7. skupině. Tyto prvky vytvářejí nejsilnější iontové vazby.
V iontových vazbách je v nejjednodušším případě kationtem atom kovu a aniontem atom nekovu. Ve složitějších případech se ionty mohou skládat z několika atomů a nazývají se pak molekulární ionty (například kationt NH +
4  v amonných solích, aniont SO 2-
4  v síranových solích).
Iontová vazba je (spolu s kovalentní vazbou a kovovou vazbou) hlavním typem chemické vazby. Čistě iontová vazba, při které jeden atom zcela přenáší elektron na druhý, však neexistuje. Všechny iontové sloučeniny mají určitý stupeň kovalentní vazby nebo sdílení elektronů. Termín iontová vazba tedy znamená, že iontový charakter sloučeniny je větší než kovalentní charakter. Vazby s částečně iontovými a částečně kovalentními znaky se nazývají polární kovalentní vazby.

## Vznik iontové vazby

Závislost elektronové afinity na atomovém čísle. Halogeny ji mají vysokou, neboť přijetím elektronu získají konfiguraci nejbližšího vzácného plynu. Alkalické kovy ji mají nízkou, neboť k získání konfigurace nejbližšího vzácného plynu je pro ně výhodnější elektron odevzdat.

Iontová vazba je výsledkem reakce mezi dvěma atomy majícími rozdíl elektronegativit vyšší než je 1,7:
- Atomy prvního prvku (obvykle kovu, jehož ionizační energie je nízká) předávají část svých elektronů jinému prvku k dosažení stabilní elektronové konfigurace. Po odevzdání elektronů se tyto atomy stávají kationty.
- Atomy druhého prvku (obvykle nekovu, jehož elektronová afinita je vysoká) přijímají jeden nebo více elektronů, aby dosáhly stabilní elektronové konfigurace. Po přijetí elektronů se tyto atomy stávají anionty.
- Iontová vazba vznikne pouze tehdy, pokud je celková změna energie pro reakci příznivá.

Iontová vazba je typická například pro běžnou kuchyňskou sůl (chlorid sodný). Při reakci sodíku (Na) a chloru (Cl) dochází k tomu, že atomy sodíku ztratí elektron za vzniku kationtů (Na+) a atomy chloru získají elektron za vzniku aniontů (Cl−). Tyto ionty jsou pak k sobě přitahovány v poměru 1:1 za vzniku chloridu sodného (NaCl).

Vytváření iontové vazby mezi atomy lithia (předává jeden elektron) a fluoru (přijímá jeden elektron)

Příklady vzniku iontových vazeb:
Na + Cl → Na+ + Cl− → NaCl
Li + F → Li+ + F−→ LiF
Ca + Cl2 → CaCl2
NH3 + HCl → NH4Cl
Mg + H2SO4 → MgSO4 + H2
3Na + N → Na +
3 N3−

## Vlastnosti iontových vazeb
- Iontové vazby jsou považovány za jedny z nejsilnějších ze všech typů chemických vazeb. Jsou proto velmi stabilní. Přitažlivé síly v iontové vazbě lze popsat pomocí Coulombova zákona a nacházejí se v rozmezí 170 a 1500 kJ/mol.
- Mají vysokou vazebnou energii, která je daná středním množstvím energie potřebným k rozbití vazby v plynném stavu.
- Jejich typickou vlastností je dobrá rozpustnost ve vodě, při které dochází k jejich disociaci (rozpadu) na ionty, z nichž jsou složeny.
- Ve vodě nebo jiném polárním rozpouštědle podléhají iontové sloučeniny solvataci, při které ztrácejí svou krystalovou mřížkovou strukturu a rozpadají se na ionty.
- Iontové sloučeniny vedou elektrický proud jako roztavené nebo v roztoku, v pevné stavu ji obvykle nevedou. Transport náboje je prováděn ionty. Proto se iontové vodiče nazývají vodiče 2. řádu - elektrolyty.
- Mají obecně vysoký bod tání a varu. Čím vyšší mají náboje, tím silnější jsou kohezní síly a tím vyšší je jejich bod tání a varu. Je to způsobeno vazebnými sílami v krystalech, které jsou nezávislé na směru a tím jsou velmi stabilní.

## Krystalová mřížka

Krystalová mřížka kuchyňské soli (chlorid sodný NaCl): fialové koule jsou kationty Na^{+}, zelené koule jsou chloridové anionty Cl^{−}.

- Krystalová mřížka kuchyňské soli (chlorid sodný NaCl): fialové koule jsou kationty Na+, zelené koule jsou chloridové anionty Cl−.Elektrostatická přitažlivost mezi anionty a kationty vede k vytvoření pevné látky s krystalovou mřížkou, ve které jsou ionty střídavě naskládány na sebe. V takové mřížce obvykle není možné rozlišit diskrétní molekulární jednotky, takže vytvořené sloučeniny nejsou molekulární.

- Vzhledem k tomu, že elektrostatické pole se šíří rovnoměrně ve všech prostorových směrech, vznikají velmi pravidelné iontové mřížky.

- Energie mřížky je určena vzájemnou přitažlivostí kationtů a aniontů.
- Tvar mřížky je určen dvěma faktory - relativním nábojem iontů a jejich relativní velikosti.
- Tyto krystalové mřížky jsou obvykle tvrdé a křehké.
- Krystaly prvků hlavních skupin jsou často bezbarvé, protože valenční elektrony jsou obvykle silně vázány a mohou být excitovány pouze fotony s vyšší energií, než je energie viditelného světla.

- Některé struktury jsou převzaty celou řadou sloučenin. Například strukturu kamenné soli (chloridu sodného NaCl) má mnoho alkalických halogenidů a binárních oxidů (například oxid hořečnatý).